# Elwood V. Jensen

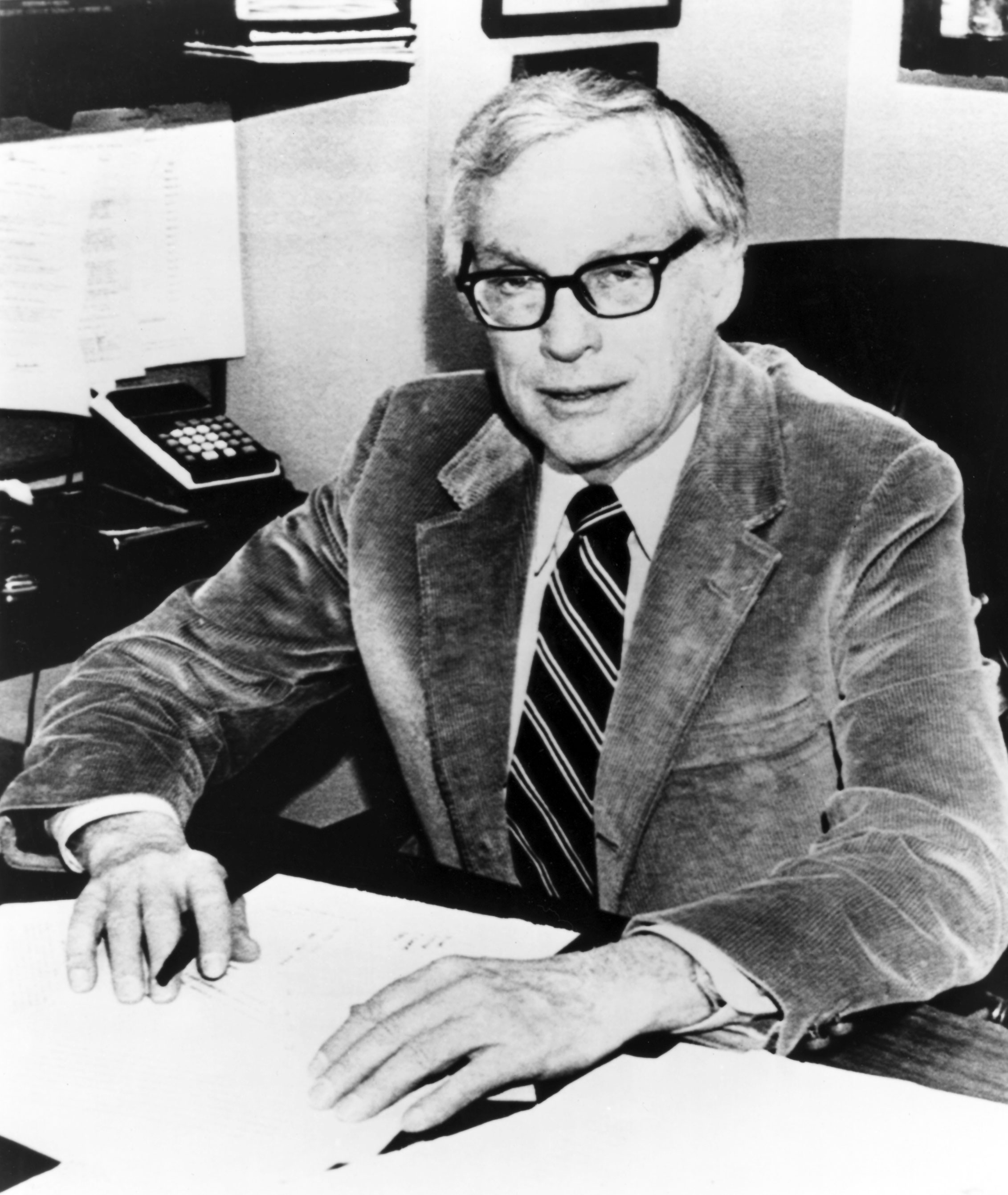
Elwood V. Jensen 1980

Elwood Vernon Jensen (* 13. Januar 1920 in Fargo, North Dakota; † 16. Dezember 2012 in Cincinnati, Ohio) war ein US-amerikanischer Chemiker und Physiologe. Jensen gilt als Pionier in der Erforschung der Signalübertragungen durch Hormone.

## Leben
Jensens Familie zog 1924 nach Springfield, Ohio. 1940 erwarb er am dortigen Wittenberg College einen Abschluss in Chemie. Nach einem Jahr Graduiertenstudium an der University of Chicago führte ihn der Zweite Weltkrieg zur chemischen Kriegsführung und zur Erforschung von synthetischem Gummi, wobei er Entdeckungen zur Chemie der freien Radikale machte. 1944 promovierte er in organischer Chemie.
Nach dem Krieg erhielt er ein Guggenheim-Stipendium und konnte bei Leopold Ružička an der ETH Zürich seine Kenntnisse in der Chemie der Steroide vertiefen. Zurück in Chicago wurde Jensen Mitglied der Medizinischen Fakultät und gründete mit dem späteren Nobelpreisträger Charles Brenton Huggins das Ben May Laboratory for Cancer Research, wo er bis zu seiner Emeritierung 1990 verblieb und von 1969 bis 1982 als Direktor fungierte. Zwischenzeitlich leitete er das Ludwig Institute for Cancer Research (1983–1987) und arbeitete als Fogarty Scholar an den National Institutes of Health (1988).
Auch nach seinem 70. Lebensjahr blieb Jensen wissenschaftlich aktiv. Jensen blieb ein Jahr als Scholar-in-Residence an der Cornell University in New York City, sieben Jahre als Gastprofessor an der Universität Hamburg, drei Jahre als Gastprofessor am Karolinska-Institut in Huddinge und einige Monate am National Institute of Child Health and Human Development in Bethesda. 2002 kam er als Gastprofessor an die Abteilung für Zellbiologie der University of Cincinnati.

## Wirken
Jensen entdeckte 1958 mit dem Östrogenrezeptor den ersten Hormonrezeptor, wofür er als Tracer Tritium verwendete. 1968 wies er diesen Hormonrezeptor in den Tumorzellen eines Teils der Patientinnen mit Brustkrebs nach, womit der mögliche Erfolg einer Antihormontherapie erstmals vorausgesagt werden konnte. 1977 entwickelte er gemeinsam mit Geoffrey L. Greene einen monoklonalen Antikörper gegen diesen Rezeptor. Die immunhistochemische Untersuchung von Brustkrebs gehört heute zur Standarddiagnostik. Aufbauend auf Jensens Arbeiten wurden in den folgenden Jahren zahlreiche weitere Hormonrezeptoren entdeckt. So klonierten 1986 Pierre Chambon und Ronald M. Evans die Kernrezeptoren für Schilddrüsenhormone (Thyroidhormonrezeptor) und Glucocorticoide (Glucocorticoidrezeptor), wofür sie gemeinsam mit Elwood V. Jensen mit dem Albert Lasker Award for Basic Medical Research 2004 ausgezeichnet wurden. Weitere Forschungen beschäftigten sich mit dem Bindungsverhalten des Östrogen-Rezeptors und der Wirkungen von Tamoxifen am Rezeptor.

## Auszeichnungen
- 1977 Amory Prize der American Academy of Arts and Sciences
- 1979 Gairdner Foundation International Award[5]
- 1980 Kettering-Preis[6]
- 1984 Fred Conrad Koch Award
- 2004 Albert Lasker Award for Basic Medical Research[4]

Jensen erhielt zahlreiche weitere wissenschaftliche Auszeichnungen, darunter den Prix Roussel, den Axel Munthe Award für Reproduktionsmedizin, den Landon Prize für translationelle Krebsforschung und den Brinker Award für Brustkrebs-Forschung.
Jensen erhielt Ehrendoktorwürden des Wittenberg College, der Acadia University in Wolfville, des Medical College of Ohio, sowie der Universität Hamburg und der Universität Athen. 1974 wurde er in die National Academy of Sciences und 1975 in die American Academy of Arts and Sciences gewählt. 1980/1981 war er Präsident der U.S. Endocrine Society. Jensen war Mitglied im Kollegium der National Academy of Sciences, der American Cancer Society, des National Institute of Child Health and Human Development (NICHD) und des National Cancer Institute (NCI). Jensen gehörte zu den Herausgebern von acht wissenschaftlichen Zeitschriften.